# All India Anna Dravida Munnetra Kazhagam
All India Anna Dravida Munnetra Kazhagam, förkortat AIADMK (tamil: அனைத்திந்திய அண்ணா திராவிட முன்னேற்றக் கழகம்), Allindiska annadravidiska framstegsfederationen, är ett politiskt parti i Indien grundat år 1972. Det räknas som ett "delstatsparti" och verkar främst i delstaten Tamil Nadu men har på senare år bildat avdelningar i ett fåtal andra delstater och territorier. AIADMK härleder sitt politiska ursprung till den dravidiska nationalisten E V Ramaswami and C N Annadurai.

## Historia

### Grundande och etablering
Partiet grundades ursprungligen som Anna Dravida Munnetra Kazhagam (ADMK) 1972 av den tamilske filmstjärnan M.G. Ramachandran som en utbrytning ur det då dominerande partiet i Tamil Nadu, socialdemokratiska Dravida Munnetra Kazhagam (DMK) lett av Muthuvel Karunanidhi. Upphovet till splittringen av partiet var en personlig konflikt mellan M.G. Ramachandran och Muthuvel Karunanidhi. Med hjälp av filmstjärnan M.G. Ramachandrans popularitet växte det nya partiet ADMK snabbt och segrade i fyllnadsvalen i Dindigul 1973 och Coimbatore 1974. Perioden 1975-77 rådde undantagstillstånd i hela Indien och ADMK närmade sig det allenarådande Kongresspartiet. Tamil Nadus dåvarande delstatsregering under M Karunanidhi avsattes på order av Indira Gandhi 1976 och i delstatsvalet 1977 kunde så ADMK vinna en jordskredsseger. 1976 bytte partiet officiellt namn till All India Anna Dravida Munnetra Kazhagam (AIADMK).

### Regeringsparti och maktkamp
I 1980 års parlamentsval förlorade man stort i valkretsarna i Tamil Nadu till Kongresspartiet, som i delstaten hade allierat sig med rivaliserande DMK. Bara några månader senare, i maj 1980, vann dock AIADMK ännu en jordskredsseger i Tamil Nadus delstatsval och besegrade alliansen mellan Kongresspartiet och DMK. AIADMK gynnades av sin partiledare M.G. Ramachandrans popularitet och segrade i ännu ett delstatsval i Tamil Nadu 1984, men när Ramachandran avled som sittande chefsminister i december 1987 undergrävdes partiets ställning. Hans fru VN Janaki Ramachandran efterträdde honom som partiledare tillika Tamil Nadus chefsminister i blott 24 dagar innan delstatsregeringen avsattes på order från New Delhi. Därefter inleddes en maktkamp inom partiet mellan Janaki Ramachandran och den berömde skådespelerskan Jayalalitha Jayaram, senare bara kallad Jayalalithaa, och i delstatsvalet 1989 förlorade det splittrade partiet makten till ärkerivalen DMK. Redan 1990 avsattes dock även denna delstatsregering av centralregeringen och AIADMK, enat under Jayalalithas ledning, kunde i delstatsvalen 1991 återta makten.

### Partiet under Jayalalithaa
Trots anklagelser om omfattande korruption lyckades partiet stanna kvar vid makten ända till delstatsvalen 1996 då man återigen förlorade till DMK och M Karunanidhi. I valet till Lok Sabha 1999 fick AIADMK 1,9% av rösterna i hela Indien och 10 mandat i underhuset. Mandatperioden 1999-2004 såg drastiska omflyttningar i den tamilska politiken, AIADMK som länge hade varit motståndare till hindunationalistiska BJP kom att närma sig det partiet allt mer. BJP:s övriga allierade i Tamil Nadu, Dravida Munnetra Kazhagam, Pattali Makkal Katchi och Marumalarchi Dravida Munnetra Kazhhagam bröt med hindunationalisterna och bildade valalliansen Democratic Progressive Alliance strax inför valet 2004. Parlamentsvalet 2004 kom i Tamil Nadu att stå mellan två fronter, DPA å ena sidan och AIADMK-BJP å den andra. Resultatet blev en brakförlust för AIADMK och BJP, DPA vann samtliga 39 mandat i delstaten och AIADMK försvann därmed från Lok Sabha helt och hållet. 2006 förlorade AIADMK makten i Tamil Nadu till DMK och Kongresspartiet.
I parlamentsvalet 2009 gick AIADMK framåt och vann 9 mandat i underhuset, i delstatsvalet i Tamil Nadu 2011 allierade sig AIADMK med vänstern och lyckades åter vända tidigare förlustsiffror till en bekväm seger i delstatsparlamentet. I parlamentsvalet 2014 vann partiet nästan samtliga underhusmandat för delstaten Tamil Nadu och kunde därmed ta plats som tredje största parti på nationell nivå i Indien.

### Ny maktkamp och splittring 2017
Efter att partiledaren Jayalalithaa avled den 5 december 2016 utbröt en maktkamp i partiet mellan hennes vän V. K. Sasikala, som blev ny partiledare, och den nya chefsministern Ottakarathevar Panneerselvam. Det politiska livet i delstaten lamslogs då AIADMK:s styre hade byggt på centraliserat beslutsfattande med maktkoncentration till Jayalalithaa själv som oomtvistad ledare. V. K. Sasikala stärkte sin position i delstatsparlamentet i början av februari 2017 och såg ut att kunna bli ny chefsminister. Motstånd väcktes mot att Sasikala skulle utses även till chefsminister, på grund av en pågående korruptionsutredning mot henne, och när hon sedermera dömdes till fängelse av Indiens högsta domstol den 14 februari 2017 skakades det politiska livet i delstaten om ytterligare. I samband med fängelsedomen mot V.K. Sasikala uteslöts rivalen Panneerselvam från partiet och Sasikalas allierade Edappadi K. Palaniswami kunde överta partiledarposten och därmed även posten som Tamil Nadus chefsminister. Den 23 mars 2017 var splittringen total när myndigheterna officiellt erkände att AIADMK var två separata politiska partier, ett under O. Panneerselvam och ett under V. K. Sasikala.

## Politisk plattform
AIADMK har ingen enhetlig partiideologi men lutar allmänt åt progressivism eller någon form av socialdemokrati och kampanjar stort för program för de fattigaste och mest utsatta befolkningslagren såsom gratis lunch i skolorna, distribution av kläder till de fattiga och statligt finansierade massbröllop. Liksom det rivaliserande Dravida Munnetra Kazhagam försöker AIADMK samla röster från de fattiga och de två partierna, som traditionellt dominerar Tamil Nadus politiska liv, har därför utvecklat olika former av social populism för att attrahera väljare. AIADMK för en form av paternalistisk omfördelningspolitik där man jämför partiledarna, den framlidne M.G. Ramachandran liksom den karismatiske Jayalalithaa, med hinduiska gudomar och där välgörenhet tydligt ska komma ovanifrån, som en gåva till de fattiga från den givmilde ledaren.

## AIADMK på delstatsnivå
Trots att AIADMK är ett parti med bas främst i Tamil Nadu så har partiet även regionala avdelningar i Pondicherry, Kerala och Karnataka. I Kerala och Karnataka fungerar partiet som ett parti för den tamilska minoriteten där.